# Tama County Courthouse
Das Tama County Courthouse in Toledo ist das Justiz- und Verwaltungsgebäude (Courthouse) des Tama County im mittleren Osten des US-amerikanischen Bundesstaates Iowa.
Das heutige Gebäude ist das zweite Courthouse des 1843 gegründeten Tama County. Das erste Gebäude war ein 1854 errichtetes zweistöckiges Gebäude. Es wurde 1867 vom heutigen Tama County Courthouse abgelöst.
Das zweistöckige Ziegelgebäude wurde nach einem Entwurf des Architekten P. B. McCullough im neuromanischen Stil errichtet. Das Gebäude wurde durch einen 1892 fertiggestellten Glockenturm komplettiert. 
Im Jahr 1981 wurde das Gebäude mit der Referenznummer 81000269 in das National Register of Historic Places aufgenommen.